# Oegstgeest

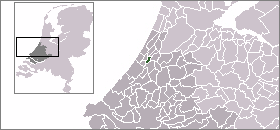
Oegstgeests läge i Nederländerna

Oegstgeest är en kommun i provinsen Zuid-Holland i Nederländerna. Kommunens totala area är 7,75 km² (där 0,54 km² är vatten) och invånarantalet är på 21 188 invånare (2004).